# Dude, Where's My Car?
Dude, Where's My Car? (en España Colega, ¿dónde está mi coche? y en Hispanoamérica Hey, ¿dónde está mi auto?) es una película de comedia de 2000 dirigida por Danny Leiner. Jesse y Chester (Ashton Kutcher y Seann William Scott) son dos fumetas que se despiertan después de una noche de fiesta salvaje para descubrir que su Renault 5 ha desaparecido. La película cuenta la historia de su aventura para encontrar el automóvil.
La película recibió malas críticas. A pesar de esto, Dude, Where's My Car? es considerada por algunos una película de culto[cita requerida] y fue un éxito comercial en la taquilla.

## Argumento
Al principio de la película, Jesse (Kutcher) y Chester (Scott) despiertan con resaca y sin recordar cómo llegaron allí. Su casa está llena de recipientes de budín y hay un mensaje de enfado de sus novias en el contestador automático. Salen de su casa para buscar el automóvil Renault 5 de Jesse que ha desaparecido y con él sus regalos de un año de aniversario para sus novias. Esto provoca que Jesse se pronuncie el título de la película: «Dude, Where's My Car?».
El dúo comienza a volver a lo que hicieron en un intento de descubrir dónde dejaron el auto. Durante el camino, encuentran una estríper transexual, seguidores del fenómeno OVNI, y un solitario granjero de avestruces. La película continúa como una película de amigos, pero toma unos pocos elementos de ciencia ficción cuando los protagonistas se encuentran dos grupos de extraterrestres buscando el «transfuncionador del continuo», un dispositivo capaz de destruir el universo.
Jesse y Chester siguen su camino. En un arcade, descubren que el transfuncionador del continuo era su Cubo de Rubik. Una vez que las cinco luces paren de destellear, el universo será destruido. Deben determinar a cual de los dos grupos de extraterrestres, un dúo de hombres tipo Schwarzenegger y un grupo de chicas auto descrito como «tías buenas extraterrestres», le deben dar el dispositivo. Uno de los grupos protege el universo, el otro está aquí para destruirlo. Ambos dicen ser los protectores del universo, dicen que estuvieron con Jesse y Chester la noche pasada (que Jesse y Chester aún no recuerdan) y piden el transfuncionador. Los dos escogen correctamente los hombres. Rechazando esa decisión, las cinco chicas extraterrestres se unen para convertirse en una alienígena gigante supermaciza que causa caos. El dúo consigue destruir a la giganta activando el rayo aniquilador del transfuncionador. Los protectores borran la mente de todos con respecto a los acontecimientos. Al final de la película, los jóvenes recuperan su auto, salvan su relaciones y descubren de dónde venían todos los pudines. Los protectores les dejan un pequeño regalo para sus novias (e indirectamente para los dos jóvenes): collares de aumento de pecho.

## Reparto
- Ashton Kutcher como Jesse Montgomery III.
- Seann William Scott como Chester Greenburg.
- Jennifer Garner como Wanda.
- Marla Sokoloff como Wilma.
- Kristy Swanson como Christie Boner.
- David Herman como Nelson.
- Hal Sparks como Zoltan.
- Charlie O'Connell como Tommy.
- John Toles-Bey como Mr. Pizzacoli.
- Timmy Williams como Jeff.
- Jodi Ann Paterson como Giant Hot Alien Chick.
- Freda Foh Shen como Chinese Foooood Voice.
- Teressa Tunney como Tania.
- Christian Middelthon y David W. Bannick como Alien Nordic Dudes.
- Keone Young como Mr. Li
- Fabio como sí mismo.
- Mitzi Martin, Nichole M. Hiltz, Linda Kim, Mia Trudeau, y Kim Marie Johnson como Alien Jumpsuit Chicks.
- Mary Lynn Rajskub como Zelmina.
- Brent Spiner (sin créditos) como Pierre.
- Andy Dick (sin créditos) como Mark.

## Críticas
Las críticas de la película fueron malas. BBC Film le dio una estrella llamando a la dirección «una parodia cojo de cerebro» e «intensamente irritante» y la película es «dolorosamente poca divertida». Rotten Tomatoes reportó que 19 % de las críticas le dio a la película una crítica positiva, basada en 52 comentarios con el consenso que «la película no es divertida». Metacritic le dio a la película un puntaje de 30, basada en 17 comentarios. The Austin Chronicle concluyó, «Hombre, Tu Película Apesta». USA Today dijo: «Cualquier civilización que puede producir una película tan estúpida probablemente merece ser golpeado con el hambre y la pestilencia». The Chicago Tribune dijo: «Al final de 83 minutos sin misericordia, la audiencia debe estar exclamando, 'Viejo, ¡¿no puedo creer que me senté a ver esta película!?'».

## Impacto cultural
- En el episodio de la Temporada 14 de Los Simpson, "¿Dónde está mi rancho?", se trataba esta película donde salió años más tarde se ganaba la popularidad de Los Simpson.